# Каденция (музыкальное исполнительство)

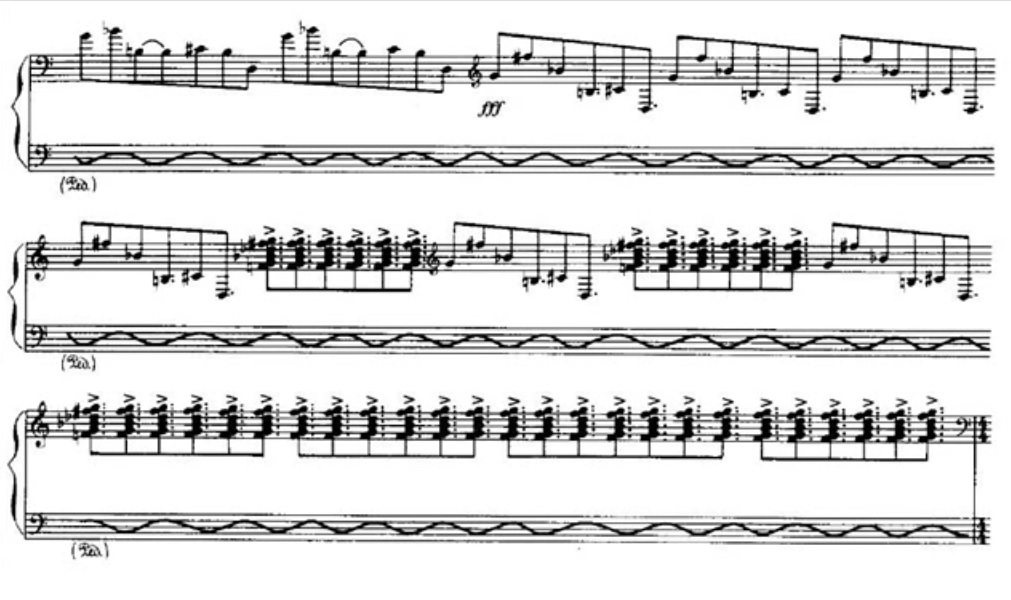
Альфред Шнитке. Концерт для фортепиано и струнного оркестра, каденция солиста.

Каде́нция (итал. cadenza, от лат. cadere — «падать») — виртуозное исполнительское соло; то же, что исполнительская каденция. В отличие от каденции как категории гармонии, в исполнительстве слово «каданс» (как синоним «каденции») не используется.

## Краткая характеристика
Начиная с эпохи барокко каденцией называли виртуозное соло в вокальной (например, в оперной арии) или в инструментальной музыке (например, в концерте для солирующего инструмента с оркестром). Каденция предназначается для выявления исполнительского мастерства солиста и содержит наибольшие технические трудности, зачастую представляя собой самое яркое место в сольной партии. Каденция обычно помещается в переломном, наиболее напряжённом моменте музыкальной композиции (в сонатной форме — перед кодой или репризой). Чаще всего каденция строится на свободной разработке тематических мотивов, чередуемых со всевозможными пассажами. До второго десятилетия XIX века каденцию, как правило, сочиняли или импровизировали музыканты-исполнители, позже вошло в практику написание её композитором.